# 養老町オンデマンドバス

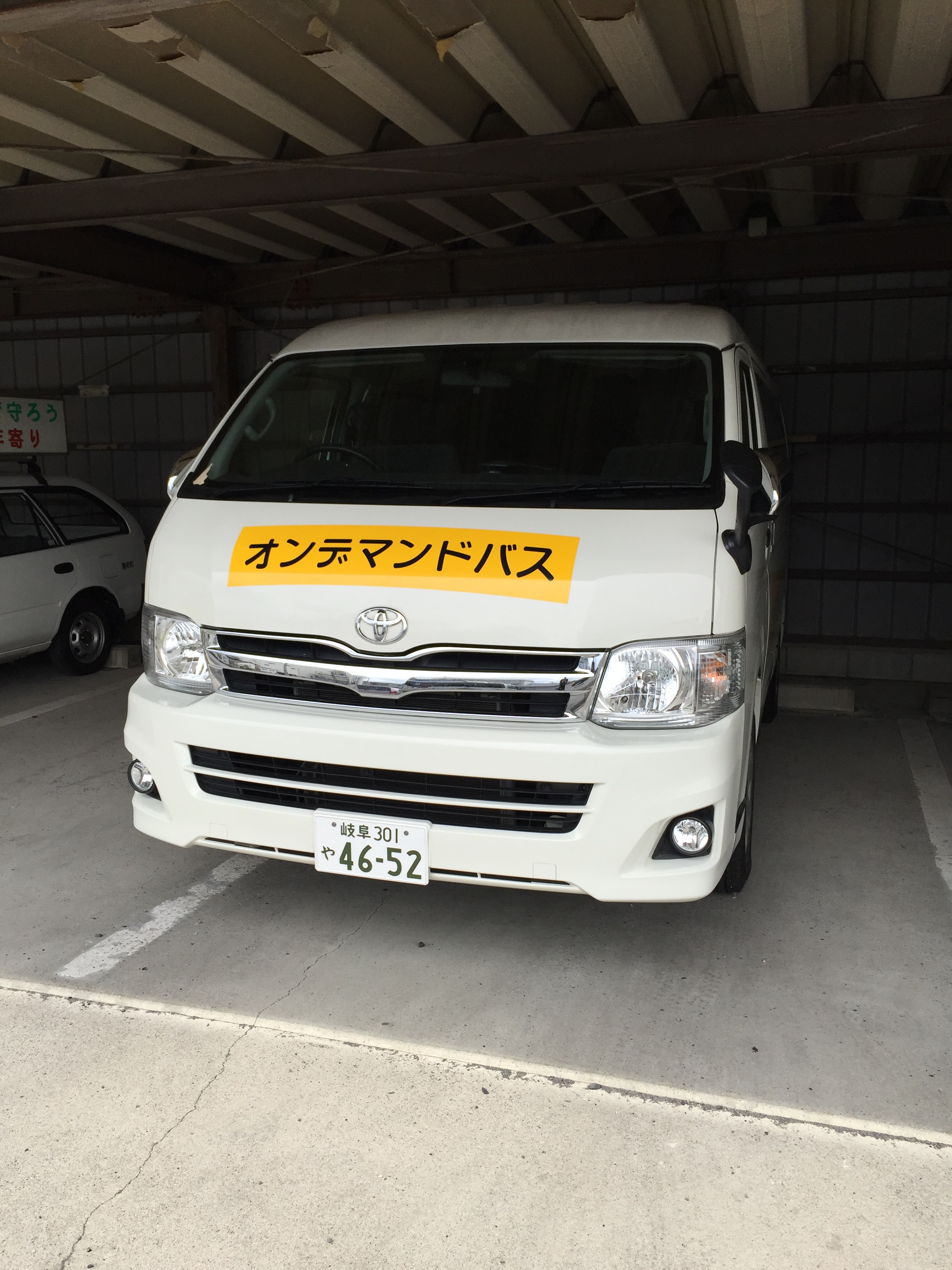
養老町オンデマンドバスで使用される車両
トヨタ・ハイエース

養老町オンデマンドバス（ようろうちょうオンデマンドバス）とは、岐阜県養老郡養老町が運行する電話予約型乗合バス（デマンドバス）である。名阪近鉄バス（若森営業所）に運行を委託している。

## 概要
1993年に運行開始した公共施設巡回バス「ゲンちゃん号」の利用者数減少により交通体系の見直しが行われ、2012年（平成24年）11月15日より試行運行が開始され、2013年（平成25年）11月1日より本運行が開始された。
事前に利用者登録が必要で、利用者証所有者のみ乗車できる。乗車予約は、利用日の前日から当日の乗車予定時刻の30分前までに、受付センターへ電話連絡する。予約の際に乗車地と目的地を伝え、乗車時刻または到着予定時刻を指定する。

## 歴史
- 1993年（平成5年）4月1日 – 公共施設巡回バス「ゲンちゃん号」運行開始。
- 2012年（平成24年）
  - 11月15日 – 養老町オンデマンドバス試行運行開始。
  - 11月30日 – オンデマンドバス試行運行開始に伴い、公共施設巡回バス「ゲンちゃん号」廃止。
- 2013年（平成25年）11月1日 – 養老町オンデマンドバス本運行開始。

## 運行内容

### 運賃
基本料金
- 1乗車：200円
- パスポート：月3,000円（最大12か月分まで購入可能）
  - パスポートは養老町役場3階建設課で販売する。販売時間は開庁日の9時から16時まで。

支払い方法
現金
養老pay
※クレジットカード不可

割引
- 障害者手帳（身体障害者手帳・療育手帳・精神障害者保健福祉手帳）を呈示した者、およびその介助人（1人まで）。
- 自動車運転免許証を自主返納し運転経歴証明書を呈示した者。
- 小学生以下の子供。

### 運行時間
- 平日の8時30分〜17時（8時30分乗車〜17時降車分まで）。
- 土日祝日、年末年始（12月29日〜1月3日）は運休。

### バス停留所
- 町内（229箇所）
  - 養老町役場、西美濃厚生病院、養老鉄道養老線美濃高田駅など
- 町外（大垣市、海津市）に5箇所
  - 養老鉄道養老線友江駅・駒野駅、名阪近鉄バス「十六町」「今尾」バス停など

養老鉄道養老線の駅間や、名阪近鉄バスのバス停間の移動はできない。